# Halta Modave-Village
Halta Modave-Village este o fostă stație de pe linia 126, o cale ferată desființată aproape integral, care asigura legătura între gara Statte și gara Ciney. Halta se află pe malul drept al pârâului Bonne, în Modave, sectorul cu același nume al comunei belgiene Modave.
Halta a fost construită după inaugurarea de către compania concesionară „Hesbaye Condroz”, pe 10 iunie 1872 (11 iunie, după alte surse), a secțiunii Statte – Modave a căii ferate 126. Situată la kilometrul feroviar pk 13+900, halta a rămas în funcțiune până pe 11 noiembrie 1962, când circulația trenurilor de călători între gările Huy-Sud și Ciney a fost sistată. Clădirea haltei încă există în teren și a fost renovată în cadrul proiectului de convertire a fostei căi ferate într-un traseu cicloturistic și pietonal.